# چون عهده نمی شود کسی فردا را
رباعی با مطلع «چون عهده نمی شود کسی فردا را» دومین رباعی از رباعیات خیام به تصحیح محمدعلی فروغی و قاسم غنی می باشد. خیام در این رباعی سفارش می کند به این خاطر که دنیا ناپایدار و نامعلوم است پس دم را دریابیم، سپس در بیت بعدی سفارش می کند که زیر نور ماه می نوش، زیرا بالخره رفتنی هستیم و ماه به تابیدن خود ادامه خواهد داد در حالی که ما نیستیم. همایون شجریان نیز در ترک «تصنیف مهتاب» این رباعی به علاوه رباعی «من هیج ندانم که مرا آنکه سرشت» اجرا کرده است.
| چون عهده نمی شود کسی فردا را   |  | حالی خوش دار این دل پر سودا را |
| می نوش به ماهتاب ای ماه که ماه |  | بسیار بتابد و نیابد ما را      |

## درون مایه
رباعی ۲– یکی از خصایص خیّام ذوق و عشقی است که بمناظر زیبا و صفای طبیعت دارد از قبیل مهتاب و سبزه و گُل و خزان هرچند شأن شاعر این است ولیکن در خیّام بخوبی ظاهر و پیداست که این سخن‌ها را برای شاعری و لفّاظی نگفته و بحقیقت مناظر زیبا را دوست داشته است و یک سبب بزرگ تحسّر او از گذران بودن عمر و تأسّفش بر مرگ از اینست که از تمتّع از این نعمت باز داشته میشود و این شعر شیخ سعدی نیز با مضمون این رباعی موافق است که میفرماید:
بِتابَد بسی ماه و پروین و هور ~ که سر برنداری ز بالین گور
در این صفت هم خواجه حافظ با خیّام شریک و ذوق طبیعیش سرشار است.
- به نقل از رباعیات خیام تصحیح محمدعلی فروغی و قاسم غنی.